# Aszur-resza-iszi I

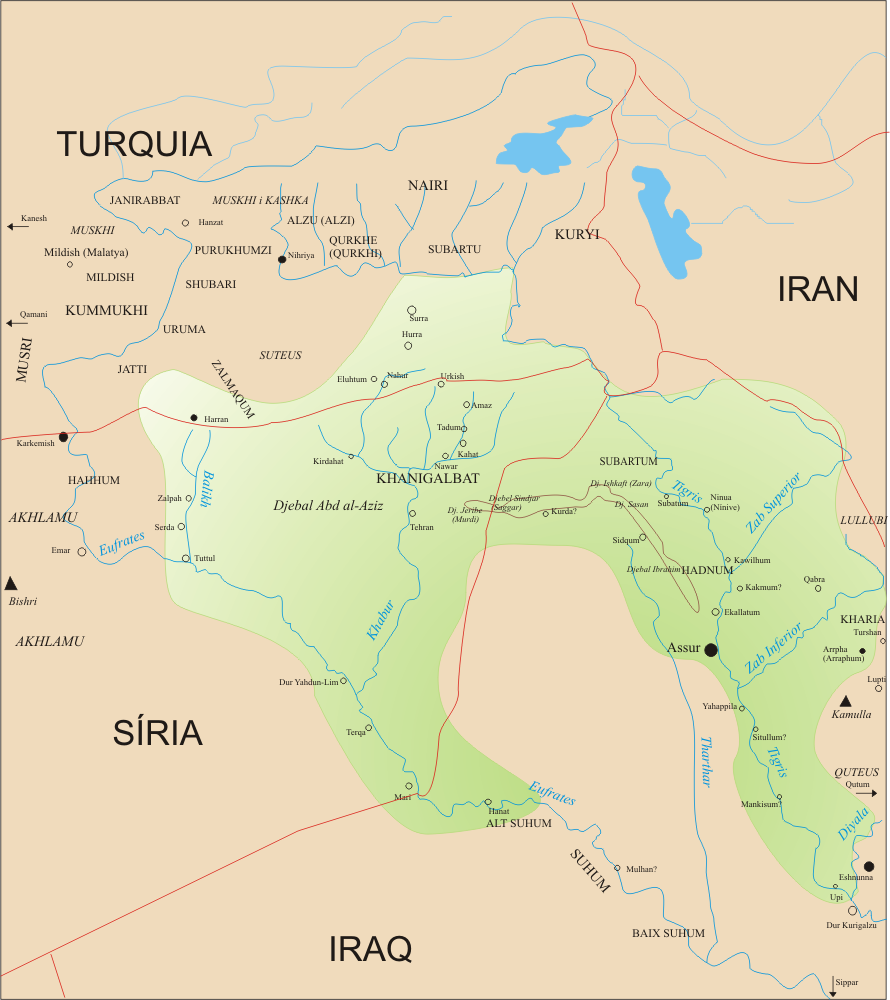
Mapa Asyrii za rządów Aszur-resza-iszi I

Aszur-resza-iszi I, Aszur-reszi-iszi I – król Asyrii w latach 1132–1115 p.n.e. (lub 1133–1116 p.n.e.), syn i następca Mutakkil-Nusku, ojciec i poprzednik Tiglat-Pilesera I. Za jego panowania polityczna i ekonomiczna sytuacja w Asyrii polepszyła się na tyle, iż był on w stanie wyprawiać się na zachód przeciw napływającym koczowniczym plemionom Ahlamu oraz w północne rejony gór Zagros przeciw plemionom górskim Lullumu (Lulubejów) i Quti (Gutejów). Z sukcesami odpierał też najazdy królów babilońskich, pokonując nawet jednego z nich w bitwie. Prowadził prace budowlane przy świątyniach i pałacach w Aszur i Niniwie.

## Źródła
Do czasów współczesnych zachowało się kilkanaście inskrypcji królewskich Aszur-resza-iszi I dokumentujących głównie jego dokonania budowlane, przede wszystkim w miastach Aszur i Niniwa. Władca ten wymieniany jest też w Asyryjskiej liście królów (III 23-25), w Kronice synchronistycznej (II 1'-13'), we fragmencie asyryjskiej kroniki, w Synchronistycznej liście królów (II 14-16) oraz we fragmentach dwóch innych synchronistycznych list królów (KAV 10 i KAV 12).

## Imię
Akadyjskie imię tego władcy, brzmiące Aššur-rēša-iši lub Aššur-rēšī-išši, znaczy „Aszur uniósł mą głowę”. W transliteracji z pisma klinowego zapisywane ono jest w formie maš-šur-SAG-i-ši (we własnych inskrypcjach tego władcy, w Asyryjskiej liście królów, w Kronice synchronistycznej, we fragmencie kroniki asyryjskiej, w Synchronistycznej liście królów, we fragmencie synchronistycznej listy królów KAV 10 i we fragmencie synchronistycznej listy królów KAV 12).

## Tytulatura
W swych własnych inskrypcjach Aszur-resza-iszi I nazywa siebie „zarządcą boga Aszura” (ŠID aš-šur), „potężnym królem” (MAN KALA), „królem wszechświata” (MAN KIŠ) i „królem Asyrii” (MAN KUR aš-šur). Przykładem może być prolog inskrypcji tego władcy opisującej odbudowę świątyni bogini Isztar w Niniwie:

„Aszur-resza-iszi, wybraniec boga Enlila, zarządca boga Aszura, którego panowanie bogowie Anu, Enlil i Ea, wielcy bogowie, wyznaczyli dla właściwego zarządzania Asyrią i którego kapłaństwo pobłogosławili, potężny król, król wszechświata, król Asyrii”

W bardziej rozbudowanej wersji tej samej inskrypcji nazywany jest on też dodatkowo „bezlitosnym bohaterem w walce, który miażdży wrogów Aszura, potężną uzdą, która kontroluje niepokornych” oraz „tym, który trzyma berło sprawiedliwości, które gromadzi rozproszonych poddanych, zdobywcą (wszystkich) krajów, mścicielem Asyrii”.

## Pochodzenie i rodzina
W swych własnych inskrypcjach Aszur-resza-iszi I przedstawia siebie jako syna Mutakkil-Nusku i wnuka Aszur-dana I. Z informacji zawartych w Asyryjskiej liście królów wiadomo, iż Mutakkil-Nusku, ojciec Aszur-resza-iszi I, doszedł do władzy w wyniku przewrotu pałacowego, w którym usunięty został z tronu jego brat, Ninurta-tukulti-Aszur. Po śmierci Aszur-resza-iszi I władza nad Asyrią przeszła w ręce jego syna Tiglat-Pilesera I, a następnie jego wnuków i prawnuków.

## Panowanie
Według Asyryjskiej listy królów Aszur-resza-iszi I przejął władzę w Asyrii po swym ojcu Mutakkil-Nusku i panował przez 18 lat. Za jego rządów, datowanych na lata 1132–1115 p.n.e. lub ewentualnie 1133–1116 p.n.e., sytuacja w Asyrii zaczęła się stabilizować i poprawiać, głównie dzięki jego zdecydowanym działaniom skierowanym przeciw koczowniczym plemionom Ahlamu (Aramejczyków), Quti (Gutejów) i Lullumu (Lulubejów) na wschodnich i zachodnich granicach królestwa. Z sukcesami również odpierał ataki królów babilońskich, którzy próbowali najeżdżać jego ziemie. Fragment asyryjskiej kroniki podaje, że w odpowiedzi na atak babilońskiego króla Ninurta-nadin-szumi (1132–1127 p.n.e.), Aszur-resza-iszi I zebrał swe oddziały i stawił mu czoła pod miastem Arbela, zmuszając najprawdopodobniej jego wojska do odwrotu. Z kolei według Kroniki synchronistycznej Aszur-resza-iszi I wyprawiać się musiał dwukrotnie przeciw babilońskiemu królowi Nabuchodonozorowi I (1126–1105 p.n.e.), który próbował zdobyć asyryjskie twierdze Zanqi i Idi. Za drugim razem doszło do bitwy, w której zwycięstwo odnieść miał król asyryjski:

„Nabuchodonozor (z) rydwanami i piechotą wyruszył aby zdobyć Idi, twierdzę asyryjską. Aszur-resza-iszi wysłał rydwany (i) piechotę na pomoc (twierdzy). Walczył z nim (tj. z Nabuchodonozorem), doprowadził do jego klęski, pozabijał jego oddziały (i) zdobył jego obóz. Czterdzieści jego rydwanów (z) uprzężą zostało zabranych (i) Karasztu, jego (tj. Nabuchodonozora) dowódca wojsk, został pojmany”

Zachowane inskrypcje Aszur-resza-iszi I koncentrują się głównie na jego działalności budowlanej w miastach Aszur i Niniwa. W Aszur prowadził prace budowlane przy podwójnej świątyni bogów Anu i Adada, przy świątyni boga Aszura i przy pałacu. W Niniwie odbudował wieże bramne świątyni Isztar, które uszkodzone zostały w trakcie trzęsienia ziemi, a także prowadził pewne prace przy pałacu i innej budowli, najprawdopodobniej arsenale. Są też dowody, że wzniósł swój pałac w prowincjonalnym mieście Apku (Apqu-ša-Adad).
W inskrypcji późniejszego asyryjskiego władcy Salmanasara III (858–824 p.n.e.) Aszur-resza-iszi I (aš-šur-SAG-i-ši) wymieniany jest jako jeden z budowniczych murów miejskich w Aszur.